# Зоран Пауновић (кошаркаш)
Зоран Пауновић (Ниш, 19. јул 2000) српски је кошаркаш. Игра на позицији бека, а тренутно наступа за Ниш.

## Каријера

### Клупска
Пауновић је кошарку почео да тренира још као седмогодишњак, у нишком клубу Нибак. Ипак, због проблема са кичмом, убрзо је прекинуо са тренинзима. За озбиљније тренирање кошарке одлучио се када је имао десет година. Тада се, на наговор другара, прикључио млађим категоријама нишког Константина, где се задржао четири године. У млађе категорије Црвене звезде прешао је у јулу 2014. године. Са црвено-белима је освајао национална првенства и у кадетској и у јуниорској конкуренцији. Био је и капитен Звездине јуниорске селекције.
Дана 25. јула 2018. године потписао је четворогодишњи уговор са Црвеном звездом. Пред почетак сезоне 2018/19. прослеђен је на позајмицу у ФМП. Уговор са Црвеном звездом раскинуо је крајем августа 2019, а недуго затим прешао је у Динамик. У сезони 2020/21. био је играч ваљевског Металца. У јуну 2021. потписао је за Подгорицу. Сезону 2022/23. провео је у краљевачкој Слози. Током сезоне 2023/24. бранио је боје румунског клуба Валча 1924. Почетком септембра 2024. вратио се у родни град и потписао уговор са клубом Ниш, који се такмичи у Другој лиги Србије.

### Репрезентативна
Са јуниорском репрезентацијом Србије освојио је златну медаљу на Европском првенству 2018. године, одржаном у Летонији. На том турниру просечно је бележио 16,7 поена, 4,1 скокова и 3,4 асистенције.

## Успеси

### Репрезентативни
- Европско првенство до 18 година:  2018.